# Bourbon (1719)
Pour les articles homonymes, voir Bourbon.
Le Bourbon est un navire de guerre français en service de 1719 à 1741. C'est un vaisseau de troisième rang, portant 74 canons sur deux ponts. Il fait partie de ce petit nombre de bâtiments lancés dans les vingt-cinq premières années du règne de Louis XV, période de paix marquée par de faibles crédits pour la Marine. Bien que portant 74 canons, il n'a rien à voir avec la classe dite des « vaisseaux de 74 canons » sortie des arsenaux à partir de 1743-1744 et dont la conception est très différente. Comme les autres vaisseaux de guerre lancés à cette époque, il passe le plus clair de son temps à quai. Il est perdu par naufrage en 1741, au retour d'une mission dans les Antilles. 

## La carrière du vaisseau
En 1739, vingt ans après son lancement, le Bourbon appareille pour sa première mission. Il est décrit comme ayant de bonnes qualités nautiques. Le marquis d'Antin, vice-amiral du Ponant, le prend comme navire de commandement d’une division de quatre vaisseaux à destination de la mer Baltique. Elle mouille successivement à Stockholm et à Copenhague. Il s’agit d’une mission de représentation diplomatique auprès des cours de Suède et du Danemark afin de leur témoigner les sentiments de sympathie de la cour de France. Cette mission dure de mai à septembre 1739. 
En 1740, alors que la tension monte de nouveau entre la France et l'Angleterre, le bâtiment est envoyé aux Antilles dans l'escadre de d'Antin pour y faire une démonstration de force. Le Bourbon est placé sous les ordres du marquis de Boulainvillier. L'expédition est un succès car elle oblige les Anglais à suspendre leurs opérations militaires contre les Espagnols. Cependant, le Bourbon, comme le reste de l'escadre est miné par l’épidémie de fièvre tropicale qui décime les équipages. 
Le vaisseau, déjà ancien, fait beaucoup d'eau. Au retour sur Brest, la situation s'aggrave. Le 12 avril 1741, il devient impossible de faire fonctionner les pompes. Se rendant compte que le navire est perdu, son commandant fait mettre à l'eau la chaloupe et le canot sur lesquels embarquent 23 officiers et marins sous prétexte d'aller chercher du secours. Pour ne pas créer de mouvement de panique, Boulainvilliers n'embarque pas, mais réussit à faire monter son fils sur la chaloupe. Une demi-heure après, sous les yeux de ce petit groupe d'hommes, le Bourbon sombre avec son commandant et le reste de l'équipage à hauteur d'Ouessant.

## Témoignage sur la fin duBourbon
Une quarantaine d'années après le naufrage, le comte d’Estaing rend une note qui lui a été inspirée par le témoignage de Boulainvilliers de Croy, devenu entre-temps capitaine de pavillon sur le Languedoc, l'un des vaisseaux de son escadre en Amérique. Il y rappelle : 

« la conduite de son père qui s’immola sur le Bourbon, qui ne voulut point abandonner ce vaisseau coulant sous ses pieds, qui nomma froidement ceux qu’il arrachait à une mort certaine en les faisant embarquer dans le canot ou dans la chaloupe où il ne voulut point entrer, parce que son devoir de capitaine l’en empêchait, et parce que, s’il eût abandonné son vaisseau, la foule qu’il n’aurait pu contenir aurait submergé les deux embarcations. »